# Prix Harald-Mogensen
Le prix Harald-Mogensen est un prix littéraire danois créé en 2006 par la Det Danske Kriminalakademi (da).
Le prix est décerné pour le meilleur roman policier danois de l'année précédente, et a été décerné la première fois en 2007.
Le prix porte le nom de Harald Mogensen (1912-2002), rédacteur en chef et critique littéraire danois.

## Liste des lauréats
- 2007 : Kirsten Holst pour Sin brors vogter
- 2008 : Morten Hesseldahl pour Drager over Kabul
- 2009 : Lene Kaaberbøl (da) et Agnete Friis pour Drengen i kufferten
- 2010 : Jussi Adler-Olsen pour Flaskepost fra P.
- 2011 : Susanne Staun (da) pour Døderummet
- 2012 : Erik Valeur pour Det syvende barn
- 2013 : Michael Katz Krefeld pour Sort sne falder
- 2014 : Simon Pasternak (da) pour Dødszoner
- 2015 : Thomas Rydahl pour Eremitten
- 2016 : Ane Riel pour Harpiks
- 2017 : Lars Kjædegaard pour Det der er værre[1]
- 2018 : Elsebeth Egholm pour Jeg finder dig altid
- 2019 : Jesper Stein pour Solo
- 2020 : Gretelise Holm pour Dødfunden
- 2021 : Jenny Lund Madsen pour Tredive dages mørke
- 2022 : Morten Hesseldahl pour Mørket under isen
- 2023 : Torben Munksgaard pour Damevennens død
- 2024 : Jens Henrik Jensen pour Pilgrim
- 2025 : Søren Sveistrup pour Tælle til en, tælle til to